# Alexandr Syman
Alexandr Syman –en ruso, Александр Сыман; en bielorruso, Аляксандр Сыман– (Minsk, 26 de julio de 1977) es un deportista bielorruso que compitió en biatlón. Ganó una medalla de plata en el Campeonato Mundial de Biatlón de 2001, en la prueba por relevos, y tres medallas en el Campeonato Europeo de Biatlón entre los años 1999 y 2007.

## Palmarés internacional
| Campeonato Mundial | Campeonato Mundial   | Campeonato Mundial | Campeonato Mundial |
| Año                | Lugar                | Medalla            | Prueba             |
| ------------------ | -------------------- | ------------------ | ------------------ |
| 2001               | Pokljuka (Eslovenia) | Medalla de plata   | Relevos            |
| Campeonato Europeo |                      |                    |                    |
| Año                | Lugar                | Medalla            | Prueba             |
| 1999               | Izhevsk (Rusia)      | Medalla de bronce  | Relevos            |
| 2004               | Minsk (Bielorrusia)  | Medalla de oro     | Velocidad          |
| 2007               | Bansko (Bulgaria)    | Medalla de bronce  | Relevos            |